# Region Granada

Region Granada

Region Granada (španělsky Región de Granada, též známý pod názvem Andalucía Oriental/Alta Andalucía/Východní Andalusie), někdy též Reino de Granada – Království Granada) byla španělská provincie o rozloze 42 102 km², jejíž metropolí bylo město Granada. Dnes je území provincie rozděleno mezi provincie Almería, Granada, Málaga a Jaén.